# Casa Blanca (sitio precolombino)
Casa Blanca es un sitio y parque arqueológico ubicado en la zona arqueológica de Chalchuapa, en el municipio homónimo, Departamento de Santa Ana, zona occidental de El Salvador. Su nombre es dado por la hacienda cafetalera que funcionaba en el actual parque arqueológico.
Las investigaciones arqueológicas muestran que la primera ocupación de esta área comenzaría por el 200 a. C. (durante el período período preclásico tardío); luego, en el siglo I d. C., se construiría la gran plataforma (sobre la que se edificarían la mayoría de estructuras del sitio) y demás estructuras, como una extensión del centro ceremonial original ubicado en el sitio arqueológico El Trapiche. Siendo abandonado después del fin de ese período, para ser retomado a fines del período clásico temprano, luego de la erupción de la caldera del lago de Ilopango (fechada entre los siglos IV, V o VI d. C.), continuando su ocupación en el período clásico tardío (600 d. C. - 900 d. C.). Posteriormente, sería ocupado ocasionalmente para enterramientos y peregrinaciones en el período posclásico (900 a 1520 d. C). Sus estilos arquitectónicos serían influenciados por Kaminaljuyú (en el preclásico tardío) y por Copán y Teotihuacán (en el clásico).
Casa Blanca y otros sitios precolombinos fueron declarados Monumentos Arqueológicos Nacionales mediante Decreto Legislativo N.º 508, del 6 de mayo de 1976, publicado en el Diario Oficial N.º 95, Tomo N.º 251, del 24 de mayo de 1976.

## Estructuras

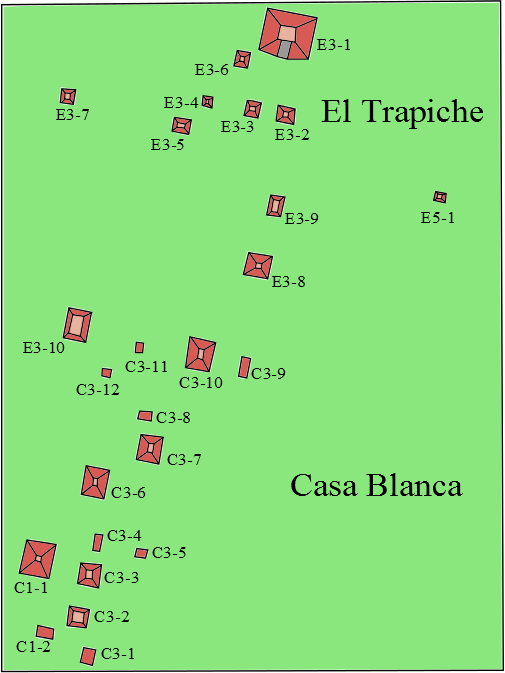
Estructuras de Casa Blanca y El Trapiche

Casa Blanca cuenta con 15 estructuras, cuya denominación arqueológica generalmente empieza con la expresión C3 o C1. De ellas, solamente seis se encuentran dentro del parque arqueológico, que son precisamente C1-1, C3-3, C3-4, C3-5, C3-6 y C3-7; siendo las más destacadas las estructuras 1 (C1-1) y 5 (C3-6).
Todas las edificaciones del parque arqueológico y las estructuras C3-1, C3-2, y C1-2 (ubicadas al sur del parque), se encuentran encima de una gran plataforma. Está fue construida a finales del período preclásico tardío (1 d. C - 200 d. C.), mide unos 2 metros de altura, 240 metros de norte a sur, y 220 m de este a oeste; y está elaborada de piedras burdamente partidas que no se hallan juntas o pegadas sino que separadas entre sí; en su lado este se ubica la rampa de acceso, que tiene una inclinación de 6 a 8 grados, y que está hecha en su superficie de tierra  compactada y en su relleno de grandes piedras.
Al norte de la Gran plataforma se encuentra una fila de 4 estructuras alineadas de este  a oeste (C3-9, C310, C3-11, y E3-10); entra estás y la plataforma se encuentran 2 pequeñas estructuras (C3-8 y C3-12).
Las estructuras C1-1, C3-3 y C3-6 (estructuras 1, 2, y 5 del parque arqueológico) se encuentran formando un triángulo; e igualmente lo hacen otras estructuras de Casa Blanca y El Trapiche, específicamente entre las estructuras E3-8 (ubicada en El Trapiche), C3-9 y C3-10, y entre las estructuras E3-1, E3-2 y E3-3 (del sitio arqueológico El Trapiche). En estos triángulos se han encontrado estelas lisas sobre el eje central de cada estructura que se encuentra en medio.
Según las investigaciones de la Robert J. Sharer y la Universidad de Pensilvania en la década de 1970s, se puede sugerir que (debido a su forma y/o monumentos asociados) las estructuras C1-1, C3-6, C3-7 (estructura 6 del parque arqueológico), y C3-10 tenían funciones ceremoniales; mientras que las demás estructuras serían plataformas de carácter residencial (sirviendo de base para las residencias de los miembros de las clases política y religiosa de la ciudad) o de algún uso ceremonial.
Monumentos que, según Robert Sharer, fueron encontrados en el sitio pero que se desconoce su ubicación original son los llamados monumentos 13 (una cabeza de jaguar deteriorada, que no debe confundirse con la hallada en el 2006) y 14 (una cabeza zoomórfica). Adicionalmente en la zona de la gran plataforma se encontraron los monumentos 18 (una cabeza zoomórfica) y 19 (una piedra con depresión y canal).

### Estructuras y hallazgos del parque arqueológico

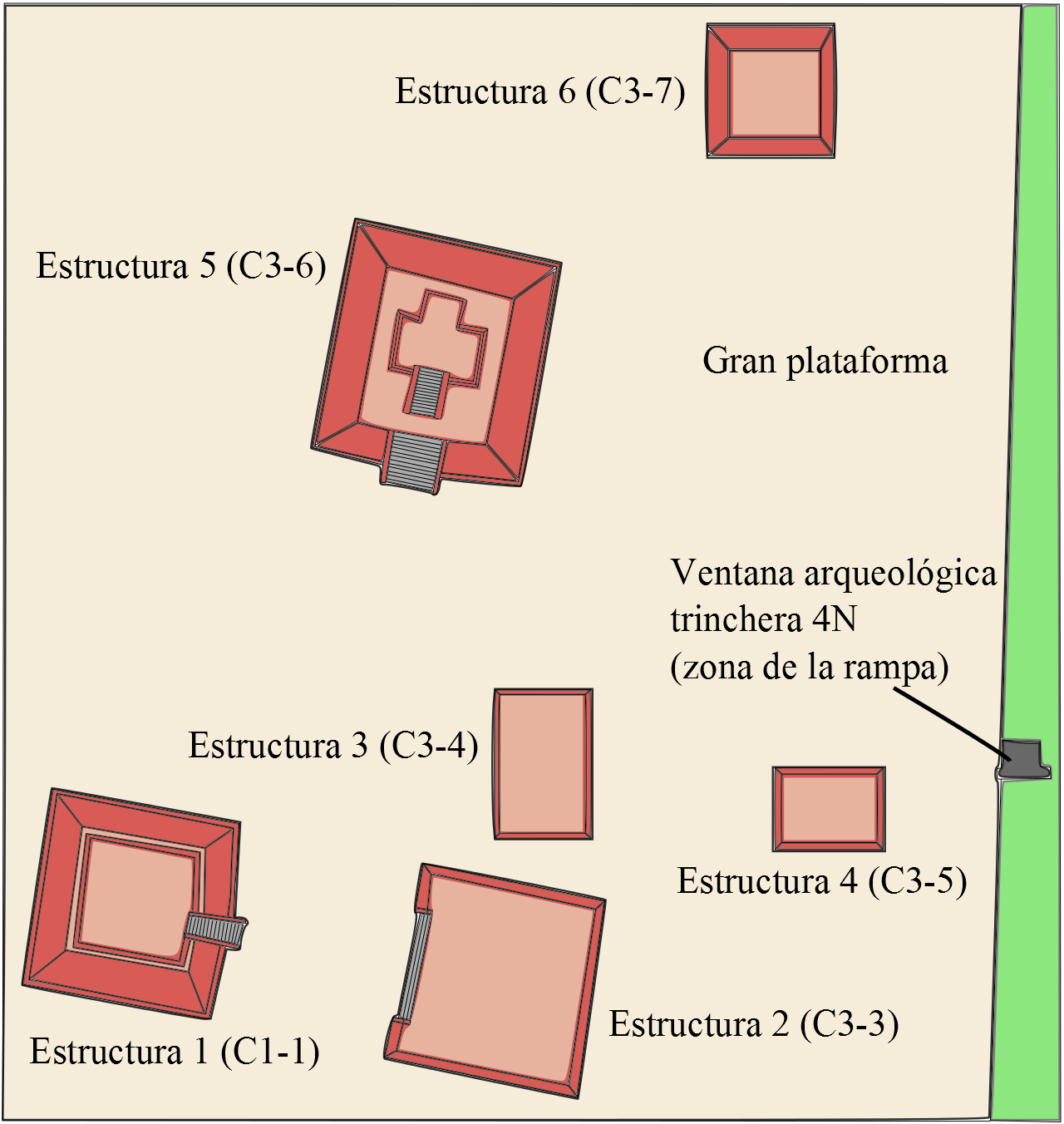
Estructuras del parque arqueológico Casa Blanca

Entre las estructuras 1 y 2 hay una pequeña plaza de 50 metros. La estructura más grande es la 5, que mide 15 metros aproximadamente. Las estructuras 3, 4 y 6 están cubiertas de tierra y solo se ven sus protuberancias en el terreno.

#### Ventana arqueológica y zona del museo
A 150 metros al oriente de las estructuras se excavó una trinchera de pruebas (llamada trinchera 4N), de 5 metros de profundidad, que está ubicada en la zona de la rampa de la gran plataforma; y que reveló las capas geológicas del sitio y muchas piezas de cerámica.
Las capas más profunda de esta trinchera consiste en una capa con escasas concentraciones de tiestos de cerámicas, metates (piedras de moler), obsidiana y figurillas, que está abajo de un posible piso (terreno nivelado) hecho de una capa dura de tiestos, figurillas y obsidiana que se encuentra sobre una capa de tierra suave y otra de talpetate. En el posible piso se excavó una formación troncocónica (una construcción subterránea en forma de frasco con corte transversal que se usaba en principio para almacenar alimentos y granos, y luego podía ser usada como basurero o lugar de sepultura) que contenía en el fondo piedras que formaban una base, sobre la que se colocaron carbón y encima de ello cerámica, figurillas y obsidiana como ofrendas; unos 4 metros de esa formación se encontraron dos piedras cuadradas burdamente trabajadas que posiblemente formaban una escalinata de dos gradas que servía como un acceso; por otro lado, en la esquina noroeste de la trinchera, se encontró una cavidad cuadrada (que funcionaba al mismo tiempo que la formación troncocónica) con ofrenda de cerámica y lítica;.
Cuando la formación troncocónica cayó en desuso, se construyó otro piso encima, formado por piedras mezcladas con tierra apisonada, sobre al que se colocaron algunas ofrendas fechadas para el período preclásico tardío; sobre eso estaba una capa de barro quemado, encima de lo cual se construiría la rampa en el primer siglo d. C.
La rampa sería cubierta por la ceniza del Lago de Ilopango, que consiste en: una capa primaria (sin tocar) con un grosor que oscila entre 16 y 18 centímetros, y otra secundaria (cuya coloración muestra que fue removida y mezclada con otros elementos poco después de la erupción) que tiene un grosor de entre 40 y 50 cm; esto, junto con la secuencia arquitectónica y cerámica de otras áreas de la población como Tazumal, muestra que a pesar de verse afectada (sobre todo en las actividades agrícolas) Chalchuapa no fue abandonada y su reconstrucción inició poco después de la erupción.
Encima de las capas antes dichas, el equipo de la Universidad de Kyoto encontró, a fines de los 1990, dos cavidades pequeñas; en una de ellas, que medía 0.9 metros, se descubrió un entierro (catalogado como entierro 1) que consistía en fragmentos de hueso de unos tres individuos (que junto a dos cuentas de jade, dos lascas de obsidiana, un instrumento de hueso de algún animal, y una concha) se encontraban dentro de una olla lisa que estaba tapada con otra vasija pulida; y que dataría del período posclásico (900 d. C. - 1524 d. C.).
En la zona donde se construyó el museo del parque, se excavó una trinchera (llamada trinchera M1, que estaba ubicada al nororiente de la 4N) antes de su construcción. En donde se encontró, debajo de la ceniza del actual lago de Ilopango, siete surcos de cultivo (con un ancho variable de entre 0.25 y 0.90 metros, y una altura en promedio de 0.05 m). Dos capas debajo de los surcos se halló una capa de talpetate quebrado que tenía una formación troncocónica (con una boca que medía más de 1.15 m de diámetro, y una profundidad de 0.80 m) que contenía tiestos, figurillas y obsidiana, y en el fondo una piedra; y que dataría del preclásico tardío (misma época de la capa de barro quemado de la trinchera 4N). Debajo de la capa de talpetate había 5 capas culturales más, acabándose los materiales culturales a 3.30 metros de profundidad.

#### Estructura 1 (C1-1)
La estructura 1 del parque, cuya denominación arqueológica es C1-1, es un basamento piramidal compuesto de dos partes o cuerpos y una escalinata hacia el lado este. Fue construida enteramente con ladrillos de adobe y argamasa, usando piedra únicamente en las partes de atrás del talud y muros verticales; su superficie fue cubierta por un repello hecho de pómez negra, pómez amarilla, arena negra y amarilla, barro café, talpetate, y cal. La parte inferior de la edificación tiene una planta en forma pentagonal, y cuenta con un muro vertical, un pasillo y un talud; mientras que la parte superior fue escalonada.
Esta estructura mediría unos 12 metros de alto, 51.9 metros de este a oeste, y 35 metros de norte a sur; estos datos serían aproximados, debido a los daños sufridos por la erosión y actividad humana antes de la inauguración del parque arqueológico. Sería restaurada en la década de 1990, junto con las estructuras 2 y 5, por Kuniaki Ohi y el equipo de la Universidad de Kyoto.

##### Proceso de construcción
Las investigaciones llevadas a cabo por Robert J. Sharer y la Universidad de Pensilvania, en la década de 1970, determinaron que esta edificación constaba de cuatro etapas sucesivas y construidas una encima de la otra, que fueron denominadas desde la más reciente como: C1-1-1st, C1-1-2nd, C1-1-3rd, y C1-1-4th; correspondiendo las últimas dos al final del período preclásico tardío, y las primeras al Clásico. Debido a su forma y materiales encontradas, las dos etapas preclásicas serían plataformas bajas, y las del Clásico (C1-1-1st y C1-1-2nd) basamentos piramidales; por ello, la Universidad de Kyoto denominaría a las etapas del Clásico desde la más reciente como: C1-1a y C1-1b.

###### C1-1-4th
La etapa C1-1-4th consistía en una plataforma baja de lados inclinados, que medía unos 1.5 metros de alto y 15 metros de largo, y que estaba hecha de relleno de tierra rematado por un material duro y oscuro.
Cerca del lado poniente de la superficie de la plataforma se encontró una línea de rocas que podría ser la base de una estructura hecha de material perecedero. Asimismo, adyacente a su lado occidental se encontró una aparente acumulación de elementos de basura doméstica, como astillas de obsidiana, conchas y material vegetal, por lo que se considera que probablemente su uso era de carácter doméstico; aunque, también podría ser de uso ceremonial, o una plataforma que era base de una o más estructuras no permanentes o santuarios de roca. Su construcción estaría ubicada entre el 200 a. C. y 1 d. C.; siendo probablemente una pausa en la construcción general de la estructura.

###### C1-1-3rd
Durante esta etapa, que fue edificada al momento en el que lo fue la gran plataforma (en el siglo I d. C.), y al igual que la anterior fue hecha de tierra compactada, la estructura se agrandó considerablemente y se extendió más hacia el oeste; la forma y dimensiones exactas se desconocen debido a la parcial destrucción de la estructura para la construcción de las fases posteriores.
La mejor evidencia de esta etapa son siete alineamientos de escalones de rocas encontradas en el lado este, que formaban la base para la escalinata de acceso a la cima, y que probablemente originalmente se extendían más alto (antes que saqueos posteriores removieran cualquier evidencia); además de ello, otros elementos de esta fase serían 2 alineaciones de escalones de rocas adicionales (que podrían ser remanentes disociados de esta etapa o podrían ser rellenos de muros de contención de las etapas posteriores) y una superficie de adoquines de río (que podría haber sido la superficie de la base de esta etapa).
Probablemente esta estructura se encontraba cubierta de un repello hecho como de adobe, debido a la presencia de remanentes de un material suave, arenoso y amarillo (similar al adobe) en la contrahuella de unos de los escalones de rocas. Se desconoce la función que tenía, pero probablemente fuese ceremonial.
La estructura sería abandonada al final del período preclásico tardío (alrededor del 200 d. C.), siendo luego cubierta por la ceniza del Lago de Ilopango, aunque de esta última capa no se encontró evidencia probablemente porque fuese removida.

###### C1-1b y C1-1a
Las etapas C1-1b y C1-1a, originalmente llamadas por el equipo de la Universidad de Pensilvania como C1-1-2nd y C1-1st respectivamente, son basamentos piramidales hechos de adobe y argamasa, que están compuestos de dos cuerpos y una escalinata al lado este. Ambas están datadas para fines del clásico temprano, siendo C1-1b la etapa más antigua, y C1-1a la más reciente y fase final de la estructura.
C1-1b fue construida 0.80 metros arriba de la capa de ceniza del lago de Ilopango, lo cual se observó dentro de una zanja antigua en el lado poniente de la estructura; midió 10.63 metros de altura, 42 metros de este a oeste y 48. 70 metros de norte a sur; y su forma era similar a la posterior C1-1a con la excepción de que el segundo elemento vertical del noreste estaba levemente inclinado (mientras que en C1-1b está completamente en vertical), y que la superficie de adobe tenía un promedio de 6 cm de grosor (en comparación de los 5 cm de la posterior etapa.
Del período clásico tardío (600 d. C. - 900 d. C.) dataría la escultura 1, que fue descubierta por el equipo de la Universidad de Kyoto en la década de 1990s, que medía 38.5 cm de alto, 37.5 cm de ancho, y 26 cm de grosor; y que consiste en un disco de piedra volcánico con diseño rústico (que probablemente representa el cráneo de un mono o un ser humano) que acompañaba un entierro múltiple. Este entierro, catalogado como entierro 3, se encontraba en la base de la escalinata y dataría (según el radiocarbono) del 760 d. C. + o - 40 años; consistía en unas 40 osamentas de diferentes individuos con los huesos en mal estado de conservación, de los cuales algunos estaban completos, 26 sólo presentaban el cráneo (con evidencia de haber sido decapitados; algunos contaban con mutilación dentaria o dientes pintados de negro, y uno contaba con un trozo de obsidiana clavado), y otros sólo tenían huesos sin relación anatómica; y, además de la escultura antedicha, tenían como elementos asociados un par de orejeras de barro, 28 cuentas de jade, colorante rojo, y un disco de piedra arenisca.
Al clásico tardío o al posclásico temprano (900 d. C. - 1200 d. C.) corresponden los entierros descubiertos por el equipo de la Universidad de Pensilvania, y que fueron catalogados como entierros 4, 5, 9, 10, y 11; y que consisten en enterramientos parciales introducidos a través de los escombros erosionados.

#### Estructura 2 (C3-3)
La estructura 2, cuya denominación arqueológica es C3-3, se encuentra directamente al oriente de la estructura 1; y consiste en una plataforma rectangular y una escalinata hacia el lado oeste que tendría unos 13 escalones. Mide unos 35.50 m de norte a sur, y 3.50 m altura; y fue construida con ladrillos de adobe y argamasa, con piedras únicamente en las partes de la escalinata.
Para fines de la década de 1960s, cuando la investigó el equipo de la Universidad de Pensilvania, se encontraba muy perturbada por la agricultura con arado. Más adelante, en 1998, su lado sur se vería afectado por la construcción de la nueva carretera entre Santa Ana y Chalchuapa; sería restaurada a fines de esa misma década por Kuniaki Ohi y el equipo de la Universidad de Kyoto.

##### Proceso de construcción
La evidencia más antigua de ocupación humana corresponde a 6 formaciones troncocónicas que fueron descubiertas en 1998, y cuyos materiales arqueológicos fueron fechados para el período preclásico medio final o preclásico tardío temprano (650 a. C. - 200 d. C.).
Las investigaciones llevadas a cabo por la Universidad de Kyoto detectaron que esta estructura tuvo dos etapas de construcción, hechas de tierra compactada o adobe y argamasa, que fueron llamadas desde la más reciente como: C3-3a y C3-3b. A estas habría que añadirle una tercera, hecha de piedra y muros verticales de argamasa, que fue posterior a las otras dos y que se pudo detectar en el lado sur de la edificación en 1998.
La etapa C3-3b data del período preclásico tardío, ya que se encuentra debajo de la capa de ceniza del lago de Ilopango. Correspondiendo a ella se encontraba la escultura 2, descubierta en la década de 1990s; que fue encontrada en una cavidad en el piso a 68 cm del muro norte, mirando hacia donde se encuentra la estructura 3; que mide 78 cm de alto, 53 cm de ancho y 40 cm de grosor; y que consiste en una figura obesa o barrigón cuya cabeza posee características de animales y uno de sus lados podría representar un cráneo humano. Asimismo, debajo de la capa de ceniza y frente a la estructura, se encontraron vasos cerámicos con formas y estilos similares a los de Teotihuacán.
La fase C3-3a sería del período clásico tardío, debido a los fragmentos de cerámica Copador encontrados en su relleno. De este período dataría la escultura tres, hallada por el equipo de la Universidad de Kyoto, encontrado frente a la estructura (un poco encima de la ceniza volcánica), que mide 5.5 cm de alto, 6.7 cm de ancho y 7.1 cm de grosor, y que al parecer se trata de un hombre pájaro.
La tercera etapa dataría del posclásico temprano (900 d. C. - 1200 d. C.), por una ofrenda (encontrada en el lado sur) de tres vasijas Plomizo Tohil dedicadas a a esta estructura y un carbón (encontrado junto con cerámica de ese período en el lado norte) que según el carbono 14 data del 990 + o - 30 años. En el lado norte, se encontraría también dos concentraciones de piedras a modo de fogones y fragmentos de un comal; y debajo de uno de los fogones se hallaría un entierro (catalogado como entierro 4) en posición sedente o sentada, sin ofrenda. Otro entierro descubierto por la Universidad de Kyoto sería el entierro 2 descubierto, frente a la estructura.

#### Estructura 3 (C3-4)
Esta estructura es una plataforma baja y alargada, orientado de norte a sur, que mide unos 1.50 metros de altura, y que se encuentra inmediatamente al norte de la estructura 2.
Para cuando se realizaron las investigaciones de la Universidad de Pensilvania, en 1969, la edificación había sido dañada por la agricultura con arado; ese año se realizaron investigaciones en la superficie y la cara norte de la estructura.
Las excavaciones en ella descubrieron que la edificación tenía remanentes de pisos de adobe sobre su superficie; el acceso a la cima sería por escalones o una rampa situada en el lado norte, lo cual es indicado por la presencia de alineamientos de roca inclinadas y remanentes de adobe muy erosionados.
Se encontró un entierro, catalogado como entierro 12 (estaba flexionado, orientado de norte a sur, y con dos vasos invertidos como ofrendas fechados para fines del clásico temprano), que podía haber sido sellado por la construcción o ser puesto posteriormente. Debido a los vasos del entierro y a los tiestos más tardíos del relleno de la estructura, se considera que la estructura fue construida a fines del clásico temprano; sin embargo, como la mayoría del material cerámico asociado es del preclásico tardío, es posible que su etapa de edificación más temprana sea en el preclásico tardío y la más tardía a fines del clásico temprano.

#### Estructura 4 (C3-5)
Esta estructura está ubicada inmediatamente al norte de la estructura 2, a la derecha de la estructura 3; aparentemente está orientada de este a oeste, y está un poco construida de norte a sur en su punto medio; y mide unos 1.97 metros de alto, siendo 0.47 metros más alta que la estructura 3.
Antes de las investigaciones de la Universidad de Pensilvania había sido dañada por la agricultura con arado. Durante las investigaciones, se encontró un suelo arenoso de color marrón claro (en la parte baja de una de las trincheras excavadas); unos fragmentos de adobe (que no se pudo saber su posición original), y unos esporádicos cúmulos de piedra (que junto con desechos culturales conformaban el relleno de la edificación). Debido a que la mayor parte de los tiestos de cerámica corresponden al preclásico tardío, y que los tiestos más tardíos provienen del posclásico (900 d. C. - 1524 d. C.), se considera que la estructura fue construida en el preclásico tardío y que tendría actividades u ocupaciones en el clásico y posclásico.

#### Estructura 5 (C3-6)
La estructura 5, cuya denominación arqueológica es C3-6, es un basamento piramidal que mide unos 13.50 metros de altura, 49.70 m de este a oeste, y 48.50 m de norte a sur; está orientado de norte a sur; y está compuesto de dos partes o cuerpos y una escalinata con alfardas hacia el lado sur. La parte inferior de la edificación tiene forma pentagonal y consiste en un muro vertical, un pasillo y un talud; mientras que la superior tiene una planta en forma de cruz y cuenta con un talud agudo, un pasillo, y muro vertical con cornisa. Encima de la estructura se hallaría un templo.
Esta estructura fue construida con ladrillos de adobe de varios tamaños (cuya dimensión promedio era de 0.54 x 0.23 x 0.16 m) y repellos de argamasa; también se utilizaron piedras pequeñas entre las hiladas de adobe.
En la década de 1990s, a unos 40 centímetros (desde la base de esta estructura) hacia el este, los empleados del parque arqueológico descubrieron una escultura, que mide 121 cm de alto, 47 cm de ancho y 57 cm de grosor; y que representaría a un felino sentado en un pedestal. Se considera que dicha estructura sería del preclásico medio (900 a. C. - 400 a. C), ya que presenta un estilo escultórico propio de la cultura Olmeca. Asimismo, el monumento 20 de Chalchuapa (el cual es una estela lisa) fue encontrado al frente de la estructura, pero se desconoce a qué período pertenece.

##### Proceso de construcción
Está edificación contiene cuatro etapas sucesivas y construidas una encima de la otra, que son denominadas desde la más reciente como: 5a, 5b, 5c y 5d; de las que las primeras dos corresponden al período clásico tardío, y las otras dos (5c y 5d) al preclásico tardío.

###### Etapa 5d
La etapa 5d, la más antigua, fue detectada por vez primera en las investigaciones realizadas por Akira Ichikawa y el equipo de la Universidad de Nagoya durante la reparación del drenaje alrededor de la estructura en el 2006. De ella únicamente se pudo detectar el piso o base y el comienzo o arranque de lo que podría ser la escalinata de esta etapa.
Tanto esta etapa como la siguiente (la 5c) fueron hechas de tierra compactada, sobre la que dispusieron piedras que serían cubiertas por un repello de argamasa de unos 10 centímetros de espesor; y sus ejes arquitectónicos tenían una orientación de 8 grados al este.

###### Etapa 5c
La etapa 5c fue detectada por primera vez por el equipo de la Universidad de Pensilvania en la década de 1960s, la que la denominó como C3-5-3rd; sin embargo sería hasta los trabajos de los equipos de la universidad de Kyoto y de Nagoya que se descubrieron características distintivas de esta fase correspondientes en el cuerpo o parte inferior de la estructura final.
Su estilo de construcción y alineación de su eje eran similares a los de la etapa anterior; mientras que su muro consistía de dos partes, la parte inferior era vertical con una altura aproximada de 0.50 metros, y la parte superior era inclinada con un ángulo de unos 29 grados. El piso de esta etapa se inclina levemente al sur de la esta, por lo que se deduce que enfrente de esta fase constructiva se construyó una pequeña plaza en forma convexa.
Frente a la estructura y fechados para esta etapa, el equipo de la Universidad de Nagoya encontró dos fragmentos de estela lisa (que corresponden a una sola estela), un altar liso (ubicada enfrente de la estela, a 1 metro de distancia; que mide 1.80 metros de largo, 1.20 m ancho, y 0.50 m de grueso), y una cabeza de jaguar estilizado (colocada al lado oeste de la estela como ofrenda; y que no cuenta con ojos).
La estructura de esta etapa sería completamente abandonada al comienzo del clásico temprano como lo evidencia la capa de café oscura que se encuentra encima de la edificación, y el fragmento de repello y agujeros encontrados en ella. Sobre dicha capa se depositaría la ceniza de la erupción del actual lago de Ilopango.

###### Etapas 5b y 5a
Estas etapas fueron llamadas originalmente por el equipo de la Universidad de Pensilvania como C3-6-2nd y C3-6-1st respectivamente. Ambas son basamentos piramidales de dos partes o cuerpos (sobre las que se erigiría un templo) y una escalinata hacia el lado sur; y tienen un eje orientado 12 grados al este (4 grados más que las etapas anteriores). Debido a que en su respectivo relleno se encontró cerámica Copador, se considera que ambas son del clásico tardío; siendo la 5b la más antigua y la 5a la más reciente y etapa final de la estructura.
La etapa 5b se caracteriza en: que su escalinata sobresale del lado sur 3.5 metros, carece de alfardas, y cuenta con escalones de poca altura; y que, a diferencia de la anterior fase (5c), el arranque de la pared es recto (y no se hace una curva). La construcción de esta etapa iniciaría con la colocación de piedras de forma lineal y de una tabla sobre la capa de ceniza; luego se colocarían adobes y mezcla de varias tierras sobre la tabla; después se pondrían las piedras con la tierra sobre los adobes y el muro de la etapa 5c; finalmente, se pondría la mezcla de argamasa como repello sobre todo los materiales antes mencionados.
A diferencia de la anterior, la escalinata de la 5a tiene alfardas, cuenta con escalones que son el doble de alto de la anterior fase, y tiene una pequeña proyección en la mitad de ella. Además, las zonas verticales de los lados este, oeste y sur fueron ampliadas en promedio unos 70 centímetros. Su construcción, se diferencia en la colocación de hileras de rocas desde el repunte de la plaza hasta la cara de la anterior etapa, antes de poner el relleno para expandir la estructura. Múltiples capas de adobe encontradas indican periódicas remodelaciones.
Las investigaciones llevadas a cabo por la Universidad de Pensilvania, en la década de 1960s, encontraron (frente a la escalinata) una estela lisa, que fue catalogada como monumento 17, y que ha sido fechada para fines del clásico temprano.. También se encontraron 5 entierros (catalogados como entierros 2, 3, 6, 7, y 8); fueron datados para fines del clásico temprano, a excepción de los entierros 2 y 3 que serían del clásico tardío.
A fines del período clásico tardío la estructura sería quemada, como lo evidencia el piso quemado y muros fragmentados de la etapa 5a. Está destrucción provendría probablemente de la tensión social entre los locales y las olas migratorias procedentes del centro y occidente de México.
Para el posclásico se han registrado varios entierros en la zona de la estructura, el equipo de la Universidad de Kyoto encontró cuatro (catalogados como entierros 5, 6, 7, y 8); mientras que el equipo de la Universidad de Nagoya encontró otros cuatro (catalogados como entierros 1, 2, 3, y 4).
En algún punto del posclásico tardío (1200 d. C. - 1524 d. C.), la estela del preclásico tardío (encontrada en el 2006), sería cortada en dos; y sobre esos pedazos se colocaría una extraordinaria concentración de obsidiana, que cubría un volumen de 18 metros cuadrados, y que estaba compuesta por más de 200.000 pequeñas lascas, 3127 raspadores, 353 cuchillas prismáticos, 24 puntas bifaciales, y 1 macrocuchilla. Está concentración de obsidiana se encuentra unos 50 centímetros arriba del piso de la última etapa de la estructura.

#### Estructura 6 (C3-7)
Esta estructura se encuentra al noreste de la estructura 5, y mide aproximadamente 35.60 metros de diámetro y 5.80 metros de altura. Según William Sharer, está edificación dataría de fines del período clásico temprano.
En ella se han realizado pozos de sondeo y excavaciones de sus alrededores por el equipo de la Universidad de Pensilvania en lo años 60s; por Masakage Murano y estudiantes de arqueología salvadoreños en el 2006; y por Shione Shibata y estudiantes de arqueología salvadoreños en el 2015.
En las investigaciones realizadas en el 2015 se descubrieron el arranque del muro y una pequeña parte de la escalinata ubicada al lado sur; en ese mismo lado se descubriría una ofrenda de la posible cabeza de una escultura (con características del preclásico) depositada en una fosa de barro quemado que dataría del posclásico. Mientras que en el lado norte una pequeña parte del piso de argamasa de la gran plataforma.

### Estructuras y excavaciones afuera del parque arqueológico
Como se mencionó anteriormente, al norte del parque arqueológico se encuentran las estructuras C3-8, C3-12, C3-9, C310, C3-11, y E3-10 (estas últimas cuatro están alineadas de este a oeste, y ubicadas al norte de las otras dos) y al sur del parque las estructuras C3-1, C3-2, y C1-2. También se incluye a veces la estructura C1-3, una edificación algo aislada al poniente de la estructura 1 del parque.
Varias de estas estructuras ya no existen en la actualidad, debido al crecimiento poblacional de Chalchuapa. En la década de los años 60s se realizaron pozos de sondeo y excavaciones de los alrededores de estas estructuras (principalmente en las estructuras C3-8 y C3-12, ambas pequeñas plataformas).
Las excavaciones mostraron que estás estructuras datarían del período preclásico tardío con una subsecuente actividad en el período clásico tardío. Asimismo, se reportó dos fragmentos (catalogados como monumentos 15 y 16) de una estela lisa, que fueron descubiertos entre las estructuras C3-9 y C3-10; a los que se les desconoce el período al que pertenecían.

#### La Cuchilla
Al sur del parque arqueológico, y al oriente de donde estaban ubicadas las estructuras C1-2, C3-1 y C3-2, el equipo de la Universidad de Nagoya excavó en el 2006 un área que fue denominada como La Cuchilla. En ella no se encontraron estructuras, sino que se encontraron varios hallazgos arqueológicos que consistían en: 45 entierros, 12 fogones, 8 concentraciones de piedras, seis formaciones troncocónicas, entre otras.
La mayoría de los hallazgos fueron fechados para el preclásico tardío, a excepción de: cuatro entierros que fueron fechados para el clásico tardío (catalogados como entierros 1, 15, 20 y 37), uno al posclásico (entierro 3), y uno moderno de un animal (entierro 2). Además del entierro 2, los entierros 34 y 35 también era de animales, y el  27 era un fogón con huesos humanos y animales.
De los enterramientos, 14 son primarios (cuyos huesos guardan relación anatómica) y los demás 21 secundarios (con huesos sin relación anatómica). La mayoría presentaba ofrendas; en el caso de los primarios estas estaban alrededor de los individuos, y en el de los secundarios estaban encima de los huesos fragmentados. De 11 se pudo saber la edad, de ellos tres eran niños y el resto adultos; asimismo, la mayoría eran varones, excepto una que era una niña, y uno en el que no se pudo identificar. La estatura de los adultos iba de 1,45 metros a poco más de 1,60 m.
Entre los enterramientos primarios, doce estaban en posición decúbito ventral o boca abajo (de ellos dos tenían el cráneo orientado al este, y el resto a distintas posiciones pero con la cara siempre viendo abajo). En el entierro 20 se observó una alta concentración de obsidiana, que consistía en muchos fragmentos de navajas prismáticas, un núcleo agotado y lascas. Por otro lado, el entierro 5 carecía de pies; mientras que en el entierro 6 (un niño de 9 años más o menos 24 meses, con evidencia de padecer una fuerte desnutrición a los 3 o 4 años), debido a la posición de sus piernas y brazos, se sugiere la presencia de ataduras; por lo que tanto los enterramientos 5 y 6 probablemente fueron sacrificados.

## Temporalidad e historia

### Período preclásico

Chalchuapa y su relación geográfica con el área nuclear olmeca.

La evidencia más antigua de ocupación en este sitio dataría del preclásico medio y principios del preclásico tardío, correspondiendo a las fases cerámicas Colos (900 a. C. - 650 a. C.), Kal (650 a. C. - 400 a. C.) y Chul (400 a. C. - 200 a. C.); dichas evidencias serían: el monumento del felino sentado en un pedestal (cuyo su estilo es similar a los hechos por la cultura Olmeca, y por lo tanto sería del preclásico medio), las formaciones troncocónicas halladas al sur de la estructura 2 (datadas al final del preclásico medio o principal del preclásico tardío) y los materiales arqueológicos encontrados debajo del posible piso en la trinchera 4N.
En la fase cerámica Caynac (200 a. C - 200 d. C), a finales del preclásico tardío, se expande el área ceremonial de Chalchuapa desde El Trapiche. Esta fase, a su vez, se divide en dos facetas; en la faceta temprana (200 a. C. - 1 d. C.) se construiría el posible piso y la formación troncocónica de la trinchera 4N, y también la estructura C1-1-4th; mientras que en la faceta tardía (1 d. C. - 200 d. C.) se construiría la gran plataforma y su rampa, y sobre la gran plataforma se edificarían las estructuras C1-1-3th, C3-3b, C3-6d (y luego la C3-6c), y demás estructuras del sitio que datarian de este período.

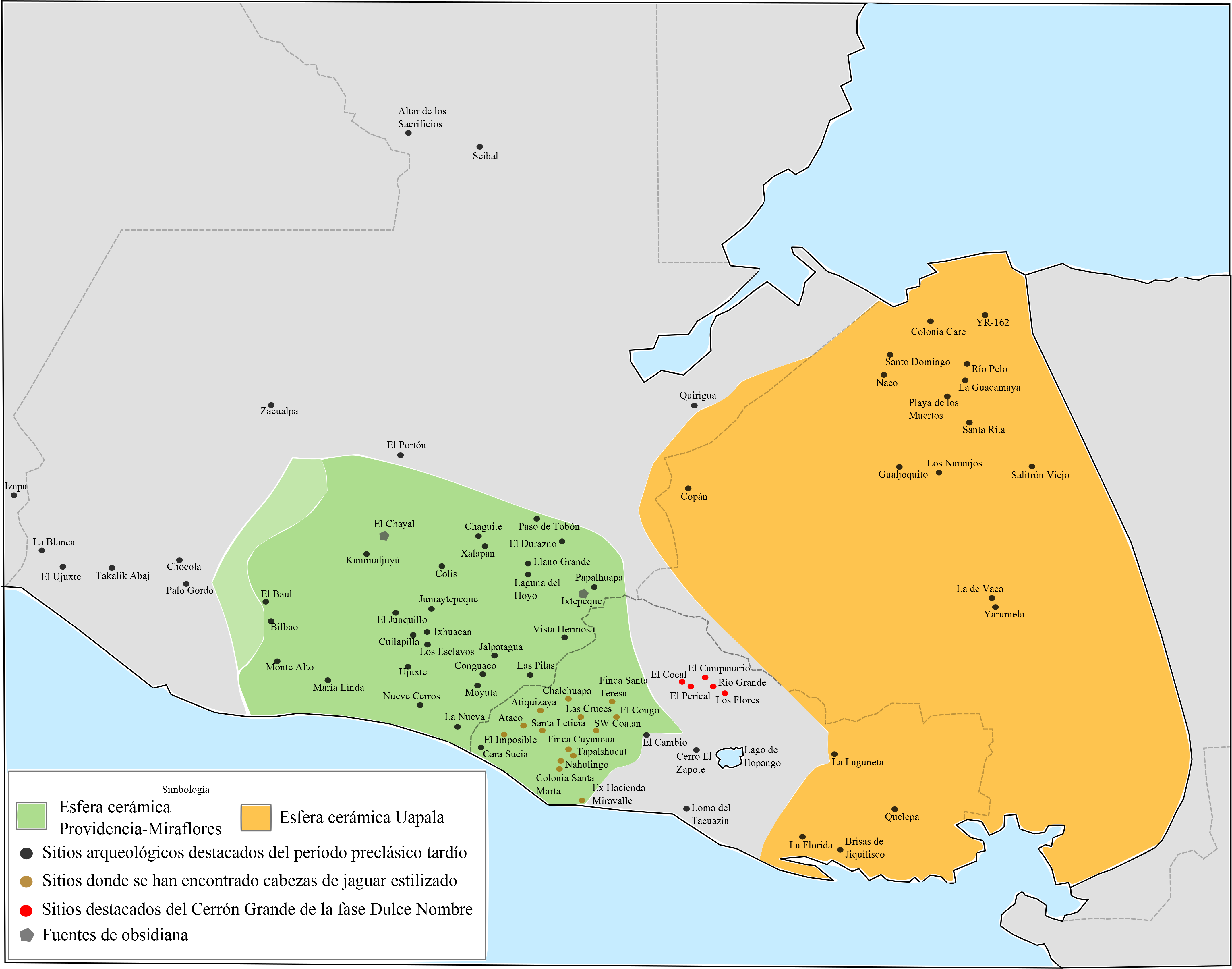
Esferas cerámicas del período preclásico tardío, en verde la esfera Providencia-Miraflores que está conectada con la cultura maya, en la que se encontraba Chalchuapa, que tiene su centro en Kaminaljuyú, los puntos café muestran sitios donde se han encontrado cabezas de jaguar estilizado.

En el preclásico tardío (fases Chul y Caynac) Chalchuapa y demás sitios del occidente salvadoreño, se vieron inmersos dentro de la cultura maya, y unidos a una red cultural con los sitios de las tierras altas centrales de Guatemala (principalmente Kaminaljuyú), con los que conformaban las esferas culturas Providencia y Miraflores; teniendo en común los rasgos arquitectónicos, tipos de cerámica y figurillas, estilos escultóricos, prácticas funerarias y adornos personales.

### Período clásico
A comienzos del clásico temprano, en la fase vec (200 d. C. - 400 d. C.), las estructuras de Casa Blanca fueron abandonadas, lo cual sucedió probablemente por la decadencia y colapso de los demás sitios principales del preclásico (como Kaminaljuyú), y por lo tanto el cambio en el vínculo político y económico de la esfera cultural Providencia-Miraflores a Copán; así como la influencia directa o indirecta de Teotihuacán. Provocando, todo ello, el traslado del centro político y económico de la población al Tazumal. Entre las pocas evidencias arqueológica de esta época se encuentran unos vasos cerámicos con formas y estilos similares a los de Teotihuacán encontrados frente a la estructura 2 (C3-3b).
Entre los siglos IV, V, o VI ocurriría la erupción del actual lago de Ilopango; luego de la cual, en las fases Xocco (400 d
C. - 600 d. C., finales del clásico temprano) y Payu (600 d. C. - 900 d. C.), el sitio sería reocupado y las estructuras serían remodeladas. En esta época se construirían las estructuras C1-1b (y luego la C1-1a), C3-3a, C3-6b (y después la C3-6a) y demás estructuras del sitio tanto dentro como fuera del parque.

En verde se muestra el área donde se ha descubierto la cerámica Copador, lo cual a su vez muestra la extensión de la influencia de la ciudad maya de Copán en el período Clásico Tardío, en la que está incluida Chalchuapa

Una de las características distintivas de la fase Payu es la cerámica Copador, que era producida en Copán y que se ha encontrado en los rellenos y ofrendas de las estructuras; está cerámica y la Gualpopa (también hallado en Copán pero probablemente introducido desde El Salvador) indican que hubo una red bastante sofisticada que unificó ambas regiones para este período.
A finales del período clásico la estructura 5 (C3-6) fue quemada y se realizó el entierro múltiple encontrado frente a la estructura 1 (C1-1). Los huesos encontrados en el entierro múltiple mostraron que ahí había una combinación de personas locales y extranjeras; por lo que se considera que dicho entierro y la destrucción de la estructura 5 son consecuencias de un enfrentamiento entre locales y extranjeros (probablemente nahuablantes provenientes del centro y occidente de México).

### Período posclásico

Pueblos indígenas que habitaban el territorio salvadoreño durante el protohistórico (antes de la conquista española): 1. Nahuas pipiles, 2. Potones o Lencas salvadoreñas, 3. Kakawiras o Cacaoperas, 4. Xincas, 5. Mayas Chortis, 6. Mayas Pokomames, 7. Chorotegas.

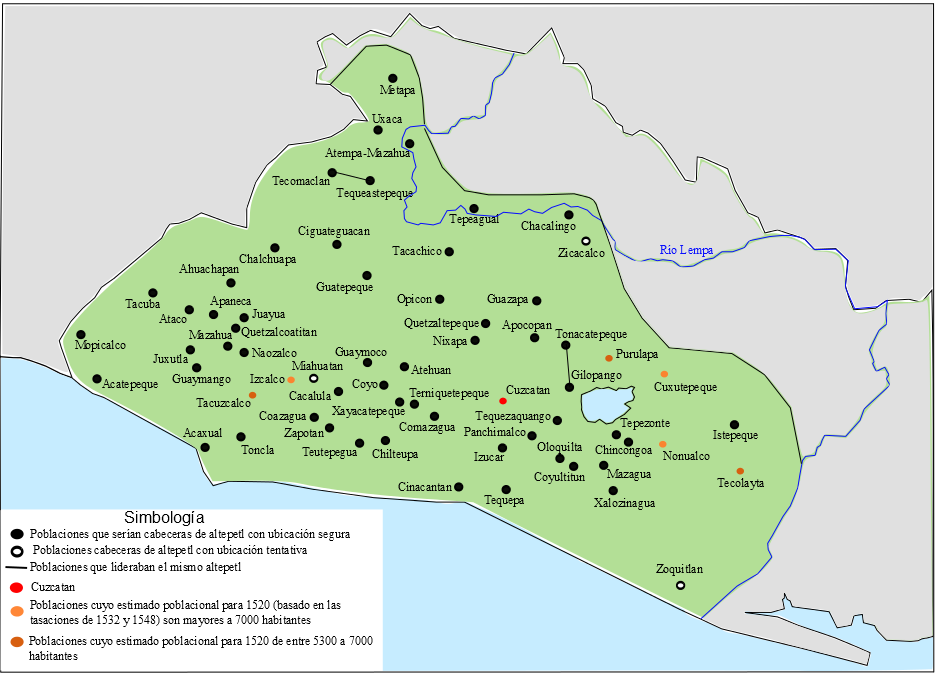
Chalchuapa y las demás cabeceras de altépetl o provincias que formaban del Señorío de Cuzcatlán para el momento de la conquisa

En el período posclásico, que correspondería a las fases Matzin (900 d. C. - 1200d. C., posclásico temprano) y Ahal (1200 d. C. - 1524 d. C., posclásico tardío), el sitio sería ocupado como lugar de enterramiento, peregrinación o para establecer residencias.
Para la fase Matzin dataría la tercera etapa de la estructura 2 (C3-3). Mientras que en la fase Ahal, se cortaría en dos la estela lisa preclásica de la estructura 5 y sobre ella se colocaría una extraordinaría concentración de obsidiana; la destrucción de la estela, la posterior concentración de obsidiana y las 20 puntas de hoja prismáticas de obsidiana (que podrían haber sido utilizadas como punta de flechas) encontradas en el enterramiento 6 (descubierto por el equipo de la Universidad de Kyoto en el muro oriental de la estructura 5) de la misma época, indicaría que probablemente las puntas de hojas prismáticas (de la concentración y el entierro) serían probablemente utilizados como armas.
Desde finales del período clásico y en el posclásico se producirían migraciones de poblaciones nahuablantes que sustituirían la cultura y religión de las poblaciones locales. La última de estas migraciones se produciría en el 1200 d. C. y correspondería a los llamados pipiles que establecerían el señorío de Cuzcatlán. En el siglo XIII se produciría también la migración de mayas hablantes de pokomam que los pipiles permitirían asentarse en las poblaciones fronterizas (específicamente Chalchuapa, Ahuachapán y Atiquizaya) para servir de amortiguador fronterizo.

## Gestión, administración y ayuda

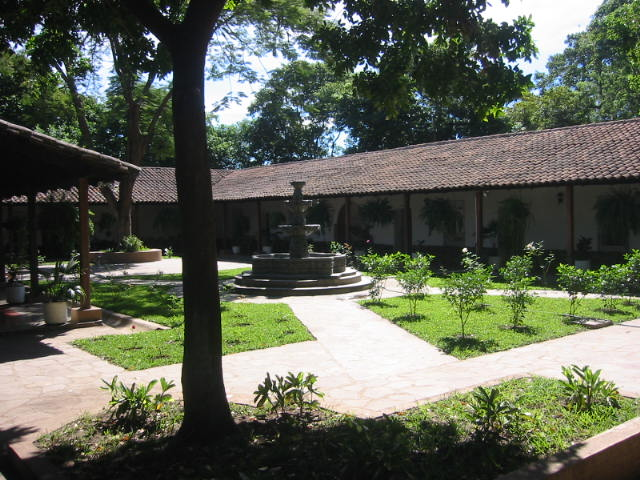
Museo de Sitio.

El actual parque arqueológico pertenece al Ministerio de Cultura (originalmente Consejo Nacional para la Cultura y el Arte (CONCULTURA), y luego Secretaría de la Cultura). Cuenta, aparte de las estructuras, con un museo (ubicado a la entrada del parque), una venta arqueológica donde se observan las capas geológicas del sitio, y un taller de añil y otros tintes naturales. 
Desde mediados de la década de los 90 del siglo XX, Casa Blanca se ha transformado en una escuela de campo abierto en historia arqueológica para estudiantes, tanto nacionales como extranjeros.

## Investigaciones
| Proyectos de Investigación y Rescate | Proyectos de Investigación y Rescate | Proyectos de Investigación y Rescate         | Proyectos de Investigación y Rescate                                             |
| Proyecto año                         | Tipo de Proyecto                     | Investigador(es) a cargo                     | Notas                                                                            |
| ------------------------------------ | ------------------------------------ | -------------------------------------------- | -------------------------------------------------------------------------------- |
| 1995                                 | Investigación                        | Kuniaki Ohi                                  |                                                                                  |
| 1998                                 | Rescate                              | Unidad de Arqueología                        | Formaciones Troncocónicas al sur del Parque Arqueológico Casa Blanca, Chalchuapa |
| 1998                                 | Rescate                              | Nobuyuki Ito, Shione Shibata, Hirosh Minami  |                                                                                  |
| 2000                                 | Rescate                              | Nobuyuki Ito, Shione Shibata, Hirosh Minami  |                                                                                  |
| 2000                                 | Rescate                              | Unidad de Arqueología                        |                                                                                  |
| 2000                                 | Investigación                        | Nobuyuki Ito, Hiroshi Minami, Shione Shibata |                                                                                  |
| 2001                                 | Investigación                        | Nobuyuki Ito                                 |                                                                                  |
| 2002                                 | Investigación                        | Nobuyuki Ito                                 |                                                                                  |
| 2007                                 | Investigación                        | Masakage Murano                              |                                                                                  |

### Publicaciones
- Ohi, Kuniaki (2000). «1 Desarrollo de las Investigaciones Arqueológicas en el Area de Casa Blanca». Chalchuapa, Memoria Final de las Investigaciones Interdisciplinarios de El Salvador. Kyoto: Universidad de Estudios Extranjeros de Kyoto. p. pp.16-43.
- Ohi, Kuniaki; Girón, Ismael (2000). «Los muros de mortero y los materiales para la restauración de la arquitectura de tierra en la zona Casa Blanca». Chalchuapa, Informe de la investigación interdisciplinaria de El Salvador (1995-2000) (Kyoto, Kyoto University of Foreign Studies): pp. 262-266.
- Shibata, Shione; Ito, Nobuyuki; Minami, Hiroshi; Nakamura, Toshio; Niu, Etsuko (2002). «Resultados de las investigaciones arqueológicas en las trincheras 4N y M1 en el área de Casa Blanca, Chalchuapa (2000-2001)». XV Simposio de Investigaciones Arqueológicas en Guatemala, 2001 (Museo Nacional de Arqueología y Etnología, Guatemala): pp.878-888. Archivado desde el original el 14 de septiembre de 2011.
- Ito, Nobuyuki; Shibata, Shione; Minami, Hiroshi (2003). «Resultados de las investigaciones arqueológicas en la Trinchera 4N del área de Casa Blanca, Chalchuapa, durante las Temporadas III y IV (2001-2002)». XVI Simposio de Investigaciones Arqueológicas en Guatemala, 2002 (Museo Nacional de Arqueología y Etnología, Guatemala): pp.904-909. Archivado desde el original el 3 de marzo de 2016.
- Kamijo, Nobuhiko; Ito, Nobuyuki; Shibata, Shione; Minami, Hiroshi (2004). «Piedra y mano de moler en Casablanca, Chalchuapa». XVII Simposio de Investigaciones Arqueológicas en Guatemala, 2003 (Museo Nacional de Arqueología y Etnología, Guatemala): pp.936-952. Archivado desde el original el 27 de septiembre de 2011.
- Ichikawa, Akira; Shibata, Shione; Murano, Masakage (2009). «El Preclásico Tardío en Chalchuapa: Resultados de las investigaciones de la Estructura 5 en el Parque Arqueológico Casa Blanca». XXII Simposio de Investigaciones Arqueológicas en Guatemala, 2008 (Museo Nacional de Arqueología y Etnología, Guatemala): pp.502-515. Archivado desde el original el 2 de noviembre de 2014.
- Perdomo Barraza, Juan Marcelo (2008). «Análisis del depósito de obsidiana registrado al lado sur de la estructura 5 del sitio arqueológico Casa Blanca, zona   arqueológica de Chalchuapa». Trabajo de Grado (Plataforma ResearchGate): pp.228.